# توني واتسون
توني واتسون (بالإنجليزية: Tony Watson)‏ هو لاعب كرة قاعدة أمريكي، ولد في 30 مايو 1985 في سيوكس سيتي في الولايات المتحدة.

## وصلات خارجية
- توني واتسون على موقع دوري كرة القاعدة الرئيسي (الإنجليزية)
- توني واتسون على موقعبيزبول رفرنس.كوم (الدوري الرئيسي) (الإنجليزية)
- توني واتسون على موقعبيزبول رفرنس.كوم (الدوري الثانوي) (الإنجليزية)
- توني واتسون على موقع إي إس بي إن.كوم (أم.أل.بي) (الإنجليزية)
- توني واتسون على موقع مشجعي الرسوم البيانية (الإنجليزية)